# Ronnie Vannucci
Ronald Vannucci Jr. (Las Vegas, 15 febbraio 1976) è un batterista e musicista statunitense, membro dei The Killers.

## Biografia
Nato a Las Vegas, Ronnie iniziò giovanissimo a suonare la batteria. Ebbe molte influenze musicali differenti e fece parte di gruppi locali. All'università studiò percussioni classiche e per mantenersi fece diversi lavori. Nel 2003 si è unito a The Killers. Dal 2018 è anche membro dei The Rentals.

## Progetto solista
Durante il periodo di pausa dei The Killers (da febbraio 2010 a maggio 2011), Ronnie si è dedicato alla realizzazione di un album intitolato Big talk e omonimo del progetto da lui fondato con amici musicisti. Il progetto pubblicò un secondo album nel 2015.